# Alubia de l'ull ros

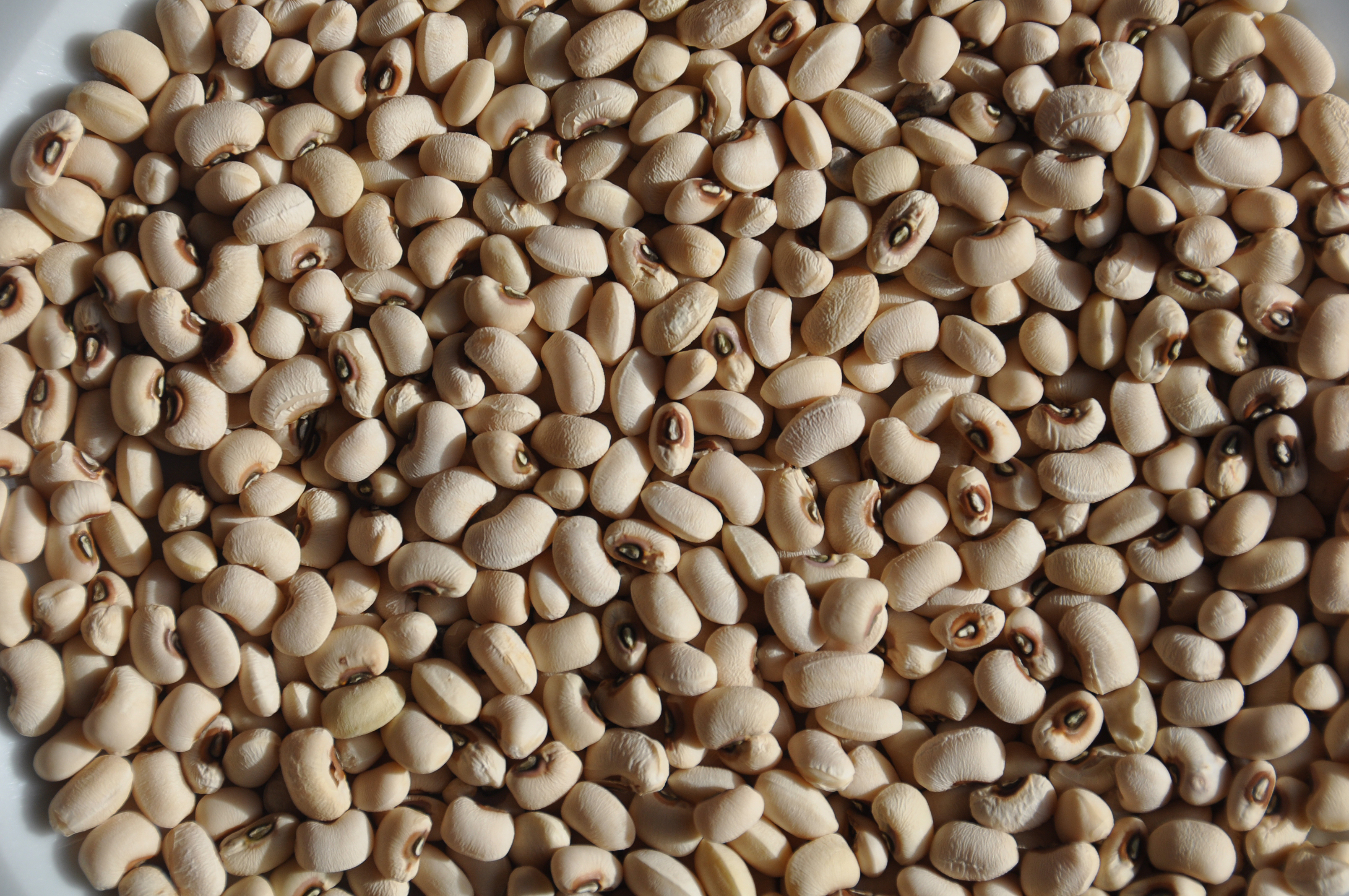
Alubia de l'ull ros

La alubia de l'ull ros  también conocido como banyolí o alubia pequeña es una variedad de legumbre típica del Ampordán y del Pla de l'Estany cultivada desde la antigüedad. Es una alubia pequeña de sabor suave y de piel fina que permite una cocción fácil de calibre pequeño. De tonalidad amarillenta con una mancha marrón en medio. De unos cinco milímetros de largo presenta un gancho pequeño, poco pronunciado.
Se siembra aproximadamente por Sant Ponç (11 de mayo). Se recolecta, sobre todo a mano, a mediados de agosto, para la judía tierna para desgranar o en septiembre si es para consumir la legumbre en seco.
Se comercializa en seco y tierno a establecimientos especializados de las comarcas del Ampurdan ,en mercados semanales o bien en ferias.
Se consume preferentemente en seco, pero su consumo tierno es exquisito. Se pueden comer cocidos, aliñados con un chorro de aceite y tocino o incorporándolos en todo tipo de guisos más elaborados.
La alubia, como todas las legumbres, es un alimento que contiene principalmente hidratos de carbono complejos. A la vez, es una fuente importante de proteínas de un valor biológico inferior pero combinado con cereales se obtiene una proteína de elevada calidad. Su contenido en fibra ayuda a mejorar el estreñimiento, disminuir el riesgo de cáncer de origen gastrointestinal y favorecer la saciedad.